# Дракулина смрт
Дракулина смрт (мађ. Drakula halála) аустријски је црно-бели неми хорор филм из 1921. године, од редитеља Каролија Лајтаја и сценаристе Мајкла Кертиза, са Полом Асконасом и Маргит Лукс у главим улогама. Представља прво познато филмско приказивање грофа Дракуле из истоименог романа аутора Брема Стокера.
Премијера је била у фебруару 1921, у Бечу, а према календару догађаја појединих биоскопа, у Мађарској је приказан у априлу 1923. Филмски историчар Гери дон Роудс није пронашао ниједан доказ да је Дракулина смрт приказана у биоскопима након 1923. Филм се данас сматра изгубљеним, али су сачуване четири фотографије са кадровима из њега.

## Радња
Жена по имену Мери има застрашујуће визије након што је смештена у душевну болницу, где један од пацијената тврди да је гроф Дракула. Мери има проблем да одреди да ли су њене визије само кошмари или су стварност...

## Улоге
| Глумац      | Улога                   |
| ----------- | ----------------------- |
| Пол Асконас | гроф Дракула            |
| Маргит Лукс | Мери Ленд               |
| Деже Кертес | Џорџ                    |
| Елмер Тури  | доктор                  |
| Лајош Ретеј | лажни доктор            |
| Аладар Ихаш | асистент лажног доктора |
| Карл Гец    | забаван човек           |

## Потенцијални руски претходник
Према књизи Џона Гордона Мелтона, Књига о вампирима — Енциклопедија бесмртних, постојао је руски филм Дракула, који је објављен 1920. и према Мелтону то је било прво филмско појављивање Стокеровог Дракуле. Међутим, како ниједан поуздан податак о продукцији, исечак или фотографија из филма нису сачувани, његово постојање се не може потврдити.
Једна група филмских историчара сматра да су сви докази о евентуалном постојању руског Дракуле страдали у Руском грађанском рату, с обзиром на период кад је настао. Већина ипак мисли да је помешан са Дракулином смрћу и да никада није ни постојао. Године 2013. појавиле су се информације да је у Србији пронађена изгубљена копија овог руског филма, који је наводно режирао Виктор Турзански. Међутим, испоставило се да је реч о лажираном снимку, који је направљен недавно, са технологијама које су учиниле да изгледа као стари филмови из 1920-их.